# Ekboarmia sagnesi
Ekboarmia sagnesi är en fjärilsart som beskrevs av Claude Dufay 1979. Ekboarmia sagnesi ingår i släktet Ekboarmia och familjen mätare. Inga underarter finns listade i Catalogue of Life.